# Batillus
Batillus to supertankowiec klasy Capesize, zbudowany w 1976 roku we Francji dla armatora Shell.
Seria liczyła 2 statki. Drugi to Bellamya. Dla innych armatorów zbudowano Pierre Guillaumat, Jahre Viking i Prarial podobne wielkościowo.